# 达坂城区
43°48′N 87°35′E / 43.800°N 87.583°E
达坂城区（維吾爾語：داۋانچىڭ رايونى‎）是中华人民共和国新疆维吾尔自治区乌鲁木齐市所辖的一个市辖区。区人民政府驻达坂城镇。

## 历史
1970年11月20日，经国务院批准，成立乌鲁木齐市南山矿区，区域包括原和静县阿拉沟和艾维尔沟及其汇合处地域。1971年6月24日，南山矿区正式挂牌。1976年，南山矿区设立星火街道、东风街道和艾维尔沟街道。1984年10月，东风街道办事处迁移至鱼儿沟火车站的东侧，东风街道更名为鱼儿沟街道。1999年8月10日，南山矿区更名为南泉区。2002年3月9日，南泉区更名为达坂城区，原乌鲁木齐县的达坂城镇、柴窝堡乡、东沟乡、西沟乡、阿克苏乡（含高崖子牧场）和原天山区的乌拉泊街道、柴窝堡湖管理处、柴窝堡林场、天山牧场及所辖企、事业单位划归达坂城区管辖，政府驻地由鱼尔沟迁至达坂城镇。4月18日，达坂城区正式挂牌成立。
2003年7月22日，柴窝堡管委会成立，柴窝堡乡、天山牧场归柴窝堡管委会统一管理。2008年，将达坂城区原南山矿区艾维尔沟689平方公里区域内的428.4平方公里划归吐鲁番地区托克逊县管理，新疆焦煤集团4个煤炭矿区和生活区及其以西、以南部分地区的260.6平方公里由达坂城区管理，撤销达坂城区鱼儿沟街道和星火街道，由达坂城区划入托克逊县行政区域内的工矿企业税收仍由达坂城区征收。2009年，鱼儿沟街道办事处迁移至盐湖地区，鱼儿沟街道更名为盐湖街道。

## 地理资源
达坂城区位于天山北麓，准噶尔盆地南段，乌鲁木齐市东南方，西边与乌鲁木齐县相邻，东南边与吐鲁番市高昌区、托克逊县相邻，北边与米东区及昌吉回族自治州阜康市、吉木萨尔县相邻，南面为天山山脉中段天格尔山。地处柴窝堡－达坂城盆地中，呈半封闭状态，是南北疆的地理、气候分界线。属典型的中温带大陆性气候，年平均大风日数45.5天、年平均光照时数3022小时、年平均气温7.1℃、年平均无霜期295天。降水空间分布西多东少，山区多、平原和盆地少，年均降水量74.3毫米，夏季降水占全年的70%以上，年平均降雪天数17.1天、年平均蒸发量2754毫米、年平均湿度52%。
达坂城区水资源较为丰富，自然湖泊有柴窝堡湖和新疆盐湖，是乌鲁木齐重要的生态涵养区和水源保护地。水资源总量7.32亿m³，有柴窝堡湖水系、白杨河水系、阿拉沟水系和大河沿水系，四大水系平均径流总量6.81亿m³。地下水源可利用量0.51亿m³，主要为雪山融水和降水形成的地表水和地下水。达坂城风区位于中天山和东天山之间的谷地，是沟通南北疆气流的主要通道。风区面积达1500平方公里，春秋季节多大风，每年风期为153—171天，最大风速41米/秒，年平均风速6.4米/秒。年风能蕴藏量250亿千瓦小时，风效标准利用小时数为3300小时，是全中国最高。
达坂城区地形复杂多样，有冰峰、峡谷、丘陵、洪积扇，野生动植物资源和矿产资源丰富。平原植物以旱生、超旱生灌木等荒漠植物为主，主要有梭梭、麻黄、驼绒黎。野生动物主要有雪豹、北山羊、盘羊、鹅喉羚、猞猁、雪鸡、石鸡等，均为国家一级、二级保护动物。矿产资源已探明原煤储量6亿吨，石灰石10亿吨，芒硝1.1亿吨，原盐1200万吨，煤层气预计探测储量1000亿方，另有石膏、膨润土、铜、铁等资源。

## 经济人口
2019年，达坂城区实现地区生产总值30.26亿元人民币，其中第一产业增加值1.86亿元人民币，第二产业增加值15.44亿元人民币，第三产业增加值12.96亿元人民币。全年农牧民人均纯收入19755元人民币，全年城镇居民人均可支配收入31647元人民币，农村居民人均可支配收入19423元人民币。全年完成地方财政收入44740万元人民币，完成一般公共财政预算收入39546万元人民币，其中税收收入完成22994万元人民币，非税收入完成16552万元人民币。全年地方财政支出93832万元人民币。一般公共财政预算支出93374万元人民币，其中一般公共服务支出17968万元人民币，教育支出16629万元人民币，城乡社区事务支出7328万元人民币，农林水事务支出18671万元人民币。
2019年，达坂城区完成农林牧渔及服务业增加值1.97亿元人民币，其中农业增加值3465万元人民币，林业增加值15万元人民币，牧业增加值16223万元人民币。全年农作物播种面积67493亩，其中粮食5789亩，蔬菜（含薯类）16811亩，草料（含青贮）37405亩。全年粮食总产量1487吨，肉类总产量5198.67吨，奶产量1438.92吨，羊毛产量50.21吨，羊绒产量758.72吨。全年完成工业增加值13.73亿元，其中规模以上工业增加值13.73亿。工业产品产量：洗精煤110.41万吨，石灰石3123万吨。现有矿山企业45家，其中煤矿3家，铜矿5家，玄武岩11家，石灰岩18家，石膏1家，芒硝1家，辉绿岩2家，建筑用砂4家。全年接待游客250.59万人次，实现旅游收入58500万元人民币。
2020年末，根据第七次人口普查数据显示：全区常住人口为35540人。
达坂城区总人口3.14万人，以汉族、回族、哈萨克族、维吾尔族为主，少数民族占总人口42.8%。

## 行政区划
达坂城区下辖3个街道办事处、1个镇、3个乡：艾维尔沟街道、乌拉泊街道、盐湖街道、达坂城镇、东沟乡、西沟乡、阿克苏乡和柴窝堡管委会。
| 统计用区划代码 | 名称         | 下辖区划                                                                   |
| -------------- | ------------ | -------------------------------------------------------------------------- |
| 650107001000   | 艾维尔沟街道 | 工人新村社区、七一平峒社区、新街社区                                       |
| 650107004000   | 乌拉泊街道   | 福利路社区、同心路东社区、同心路西社区、同心路南社区、窝尔图社区           |
| 650107006000   | 盐湖街道     | 盐湖社区、盐湖北社区                                                       |
| 650107100000   | 达坂城镇     | 达坂村、八家户村、红山嘴子村、达坂城社区、洛宾社区                         |
| 650107200000   | 东沟乡       | 苇子村、王家庄村、兰洲湾村、方家沟村、东湖村、月牙湾村、高崖子村、苇兰社区 |
| 650107201000   | 西沟乡       | 沙梁子村、水磨村、泉泉湖村、陈麻子村、雷家沟村、桦树林社区                 |
| 650107202000   | 阿克苏乡     | 阿克苏村、黑沟村、黄渠泉村、大河沿村、牧业一队、牧业二队、鹰舞社区         |
| 650107400000   | 柴窝堡管委会 | 柴窝堡社区、窝尔图社区、白杨沟村、兴睦社区、柴源村                         |

## 交通
- 连霍高速、 312国道、 314国道过境。

### 引用
1. ↑  国务院第七次全国人口普查领导小组办公室. . 北京市: 中国统计出版社. 2022-07. ISBN 978-7-5037-9772-9. Wikidata Q130368174 （中文）.
2. ↑  《乌鲁木齐市南山矿区志》 2009，第41頁
3. ↑  《乌鲁木齐市南山矿区志》 2009，第43-44頁
4. ↑  《乌鲁木齐市南山矿区志》 2009，第40頁
5. 1 2  . 达坂城区中央人民政府. 2022-03-25  [2022-07-11].[]
6. ↑  武星斗 主编；新疆维吾尔自治区地方志编纂委员会. . 2004: 364.
7. ↑  马庭宝 主编；中共吐鲁番地委党史研究室；吐鲁番地区地方志编辑室. . 新疆生产建设兵团出版社. 2010: 137.
8. ↑  何莲英 主编；中共达坂城区党史地方志办公室. . 新疆人民出版社. 2009: 224.
9. 1 2 3 4  . 达坂城区中央人民政府. 2022-03-25  [2022-07-12].[]
10. ↑  . 达坂城区中央人民政府. 2022-01-05  [2022-07-12].[]
11. ↑  . 达坂城区中央人民政府. 2021-08-05  [2022-07-12].[]
12. 1 2  . 达坂城区中央人民政府. 2020-04-07  [2022-07-12].[]
13. ↑  . www.citypopulation.de.   [2023-12-25].
14. ↑  . 中国·国家地名信息库.

### 來源
- 何莲英；乌鲁木齐市达坂城区地方志编纂委员会. . 新疆人民出版社. 2009.